# Kärleksbevis
Kärleksbevis är en svensk film från 2022 i regi och med manus av Richard Hobert.
Filmen premiärvisades på Haugesunds filmfestival den 25 augusti 2022 och hade svensk biopremiär den 14 oktober samma år.

## Handling
Thomas och Marie ska skiljas och de möts en sista dag för att tömma och sälja sommarhuset på Österlen. Plötsligt dyker en ung kvinna upp, driven av svartsjuka med en helt egen agenda.

## Rollista
| Rolf Lassgård      | – Thomas          |
| Hedda Rehnberg     | – Liz             |
| Livia Millhagen    | – Marie           |
| Fredrik Gunnarsson | – jägaren         |
| Dajana Lööf        | – servitrisen     |
| Olof Yassin        | – den unge mannen |

## Produktion
Filmen producerades av Fundament Film, av Håkan Hammarén, i samproduktion med Cimbria Film och med stöd från Film på Österlen. Filmen distribueras av Scanbox Entertainment i Sverige och övriga Norden.
Filmen utspelar sig på Österlen och spelades in i Kivik med start den 8 februari 2022 och avslutades i mars samma år.